# サラ・マクマン
サラ・マクマン （Sara McMann、1980年9月24日 - ）は、アメリカ合衆国の女性総合格闘家。21世紀00年代に活躍したレスリング選手。メリーランド州タコマパーク出身。レボリューションMMA/ライムストーン所属。2004年アテネオリンピックレスリング63kg級の銀メダリストであり、アメリカの女子レスリング史上初のオリンピックメダリストである。2003年に伊調馨に勝利している。

## 来歴

### レスリング
14歳でレスリングを始め、ノースカロライナ州マリオンのマクダウェル高等学校ではレスリングのほか演劇にも打ち込んだ。ペンシルベニア州のロックヘブン大学に進学し、ここで演劇の学位を取得するとともに1999年から2003年までカール・ポフからレスリングの指導を受けた。
また、1998年から1999年までミネソタ大学のダグ・リースコーチから指導を受けた。

2004年8月23日、アテネオリンピックのレスリング 女子63kg級決勝戦で伊調馨と対戦し敗戦、銀メダルを獲得した。
2009年、総合格闘技に転向。

### 総合格闘技
2010年6月11日、アマチュア総合格闘技デビュー戦をTKO勝利。
2011年5月28日、プロ総合格闘技デビュー戦をチョークスリーパーで一本勝ち。
2012年1月21日、赤野仁美と対戦し判定勝ち。
2012年7月28日、Invicta FC 2でシェイナ・ベイズラーと対戦し、判定勝ち。

#### UFC
2013年4月27日、UFCデビュー戦。UFC 159で女子バンタム級ランキング9位のシェイラ・ガフと対戦し、パウンドでTKO勝利。
2014年2月22日、UFC 170でUFC世界女子バンタム級王者のロンダ・ラウジーに挑戦し、1Rボディへの膝蹴りでキャリア初黒星となるTKO負けを喫し王座獲得に失敗した。
2015年1月31日、UFC 183で女子バンタム級ランキング2位のミーシャ・テイトと対戦し、0-2の判定負け。
2015年8月8日、UFC Fight Night: Teixeira vs. St. Preuxで女子バンタム級ランキング7位のアマンダ・ヌネスと対戦し、リアネイキドチョークで一本負け。
2016年5月29日、UFC Fight Night: Almeida vs. Garbrandtで女子バンタム級ランキング7位のジェシカ・アイと対戦し、判定勝利。
2016年12月3日、The Ultimate Fighter 24 Finaleでアレクシス・デイビスと対戦し、肩固めで一本勝ち。パフォーマンス・オブ・ザ・ナイトを受賞した。
2017年9月9日、UFC 215で女子バンタム級ランキング13位のケトレン・ヴィエラと対戦し、肩固めで一本負けを喫した。
2018年2月24日、UFC on FOX 28で女子バンタム級ランキング8位のマリオン・レノーと対戦し、2Rに三角絞めで一本負け。
2020年1月25日、UFC Fight Night: Blaydes vs. dos Santosで女子バンタム級ランキング11位のリナ・ランズバーグと対戦し、判定勝ち。
2021年1月24日、UFC 257で女子バンタム級ランキング7位のジュリアナ・ペーニャと対戦し、リアネイキドチョークで一本負け。
2022年3月26日、UFC on ESPN: Blaydes vs. Daukausで女子バンタム級ランキング12位のカロル・ロサと対戦し、3-0の判定勝ち。
2022年9月21日、UFCとの契約満了を迎え、フリーエージェントとなった。

## 戦績

### プロ総合格闘技
| 総合格闘技 戦績 | 総合格闘技 戦績 | 総合格闘技 戦績 | 総合格闘技 戦績 | 総合格闘技 戦績 | 総合格闘技 戦績 | 総合格闘技 戦績 |
| --------------- | --------------- | --------------- | --------------- | --------------- | --------------- | --------------- |
| 20 試合         | (T)KO           | 一本            | 判定            | その他          | 引き分け        | 無効試合        |
| 14 勝           | 1               | 5               | 8               | 0               | 0               | 0               |
| 6 敗            | 1               | 4               | 1               | 0               | 0               | 0               |

| 勝敗 | 対戦相手                 | 試合結果                        | 大会名                                                             | 開催年月日    |
| ○    | アーリーン・ブレンカウ   | 5分3R終了 判定3-0               | Bellator 294: Carmouche vs. Bennett 2                              | 2023年4月21日 |
| ○    | カロル・ロサ             | 5分3R終了 判定3-0               | UFC on ESPN 33: Blaydes vs. Daukaus                                | 2022年3月26日 |
| ×    | ジュリアナ・ペーニャ     | 3R 3:39 リアネイキドチョーク    | UFC 257: Poirier vs. McGregor 2                                    | 2021年1月24日 |
| ○    | リナ・ランズバーグ       | 5分3R終了 判定3-0               | UFC Fight Night: Blaydes vs. dos Santos                            | 2020年1月25日 |
| ×    | マリオン・レノー         | 2R 3:40 三角絞め                | UFC on FOX 28: Emmett vs. Stephens                                 | 2018年2月24日 |
| ×    | ケトレン・ヴィエラ       | 2R 4:16 肩固め                  | UFC 215: Nunes vs. Shevchenko 2                                    | 2017年9月9日  |
| ○    | ジーナ・マザニー         | 1R 1:14 肩固め                  | UFC Fight Night: Lewis vs. Browne                                  | 2017年2月19日 |
| ○    | アレクシス・デイビス     | 2R 2:52 肩固め                  | The Ultimate Fighter 24 Finale                                     | 2016年12月3日 |
| ○    | ジェシカ・アイ           | 5分3R終了 判定3-0               | UFC Fight Night: Almeida vs. Garbrandt                             | 2016年5月29日 |
| ×    | アマンダ・ヌネス         | 1R 2:53 リアネイキドチョーク    | UFC Fight Night: Teixeira vs. St. Preux                            | 2015年8月8日  |
| ×    | ミーシャ・テイト         | 5分3R終了 判定0-2               | UFC 183: Silva vs. Diaz                                            | 2015年1月31日 |
| ○    | ローレン・マーフィー     | 5分3R終了 判定2-1               | UFC Fight Night: Bader vs. St. Preux                               | 2014年8月16日 |
| ×    | ロンダ・ラウジー         | 1R 1:06 TKO（ボディへの膝蹴り） | UFC 170: Rousey vs. McMann 【UFC世界女子バンタム級タイトルマッチ】 | 2014年2月22日 |
| ○    | シェイラ・ガフ           | 1R 4:06 TKO（パウンド）         | UFC 159: Jones vs. Sonnen                                          | 2013年4月27日 |
| ○    | シェイナ・ベイズラー     | 5分3R終了 判定3-0               | Invicta FC 2: Baszler vs. McMann                                   | 2012年7月28日 |
| ○    | 赤野仁美                 | 5分3R終了 判定3-0               | ProElite 3: Da Spyder vs. Minowaman                                | 2012年1月21日 |
| ○    | ラケル・パルーヒ         | 3R 2:53 キーロック              | ProElite 1: Arlovski vs. Lopez                                     | 2011年8月27日 |
| ○    | トーニャ・エヴァンジャー | 5分3R終了 判定3-0               | Titan Fighting Championship 19                                     | 2011年7月29日 |
| ○    | ジュリー・マレンファント | 1R 0:32 ギブアップ              | BlackEye Promotions 4                                              | 2011年6月17日 |
| ○    | クリスティーナ・マークス | 1R 1:41 リアネイキドチョーク    | UCC: Revolution                                                    | 2011年5月28日 |

### アマチュア総合格闘技
| 勝敗 | 対戦相手           | 試合結果                    | 大会名                                | 開催年月日    |
| ○    | Rachel Dovidio     | 3分3R終了 判定3-0           | CFP: Carolina's Summer Fight Series 3 | 2010年7月31日 |
| ○    | ジャスミン・リード | 1R 1:45 TKO（パンチの連打） | UFA 1: Clash at the Coliseum          | 2010年6月11日 |

## 獲得タイトル
- オリンピック
  - 2004年アテネオリンピック フリースタイル63kg級銀メダル
- レスリング世界選手権
  - 2003年ニューヨーク（アメリカ合衆国） フリースタイル63kg級銀メダル
  - 2005年ブダペスト（ハンガリー） フリースタイル63kg級銅メダル
  - 2007年バクー（アゼルバイジャン） フリースタイル63kg級銅メダル
- パンアメリカン競技大会
  - 2003年サントドミンゴ（ドミニカ共和国） フリースタイル63kg級金メダル
  - 2007年リオデジャネイロ（ブラジル） フリースタイル63kg級金メダル
- レスリングUSA選手権6度優勝(2000-03、2006-07)
- FILAグラップリング世界選手権 ノーギ63kg級 優勝（2009年）

## 表彰
- UFC パフォーマンス・オブ・ザ・ナイト（1回）